# Rise (Katy Perry)
Rise è un singolo della cantante statunitense Katy Perry, pubblicato il 14 luglio 2016 come inno per i Giochi della XXXI Olimpiade.

## Video musicale
Il video musicale è stato reso disponibile il 4 agosto 2016 e descrive la vita della cantante paragonata al paracadute. Lei combatte e cerca di ignorare la potenza di questa, finché riesce a capire che la via giusta è quella di non arrendersi e alla fine riesce a volare via con il paracadute.
Precedentemente a questa data, il video non ufficiale legato alla canzone, promosso dalla NBC per sostenere la nazionale statunitense e sponsorizzare la manifestazione olimpica, mostra gli atleti di varie nazionalità cimentarsi in vari sport, alternando le immagini di delusioni a quelle di vittoria, seguendo il testo e l'andamento della canzone stessa.

## Tracce
Testi e musiche di Katy Perry, Max Martin, Savan Kotecha e Ali Payami.
Download digitale
1. Rise – 3:23

Download digitale – Remixes
1. Rise (Purity Ring Remix) – 3:32
2. Rise (Monsieur Adi Radio Edit) – 4:01
3. Rise (TĀLĀ Remix) – 3:18

CD singolo (Germania, Austria e Svizzera)
1. Rise (Radio Edit) – 3:23
2. Rise (Instrumental) – 3:23

## Formazione
Musicisti
- Katy Perry – voce, cori
- Max Martin – cori, programmazione, corde, tromba
- Ali Payami – programmazione, corde, tastiera, basso, chitarra, corno, percussioni

Produzione
- Max Martin – produzione
- Ali Payami – produzione
- Sam Holland – ingegneria del suono
- Cory Bice – assistenza all'ingegneria del suono
- Jeremy Lertola – assistenza all'ingegneria del suono
- Șerban Ghenea – missaggio
- John Hanes – assistenza al missaggio
- Tom Coyne – mastering

## Classifiche
| Classifica (2016) | Posizione massima |
| ----------------- | ----------------- |
| Australia         | 1                 |
| Austria           | 23                |
| Belgio (Fiandre)  | 52                |
| Belgio (Vallonia) | 62                |
| Canada            | 13                |
| Francia           | 3                 |
| Germania          | 39                |
| Irlanda           | 56                |
| Italia            | 51                |
| Lussemburgo       | 7                 |
| Nuova Zelanda     | 26                |
| Paesi Bassi       | 95                |
| Portogallo        | 84                |
| Regno Unito       | 25                |
| Repubblica Ceca   | 46                |
| Slovacchia        | 46                |
| Slovenia          | 47                |
| Stati Uniti       | 11                |
| Svizzera          | 15                |